# Joseph-Serlin-Klinik
Die Joseph-Serlin-Entbindungs- und Frauenklinik (1951–1997; hebräisch בֵּית חוֹלִים לְיוֹלְדוֹת וְנָשִׁים ע"ש יוֹסֵף סֶרְלִין Bejt Chōlīm lɛ̝Jōldōth wɛ̝Naschīm ʿal Schem Jōsseph Serlīn, deutsch ‚Krankenhaus für Gebärende und Frauen auf Namen Joseph Serlins‘), ehemals Deutsche Schule Sarona (1931–1944; הַגֶּרְמָנִי oder בֵּית סֵפֶר שָׁרוֹנָה הַטֶּמְפְּלֶרִי Bejt Sepher Sarōnah haTemplerī bzw. haGermanī), war ein Krankenhaus für Gynäkologie und Geburtshilfe in Tel Aviv-Jaffa und diente zuvor als deutsche Auslandsschule vor allem für auslandsdeutsche Schüler aus Jaffa, Sarona und um zu. Da Sarona zwischen 1948 und 2003 vor allem unter der Bezeichnung haQirjah (הַקִּרְיָה ‚Stadt, Ort, Campus‘, oft auch haKirya buchstabiert) bekannt war, nannten viele die Klinik umgangssprachlich Beit Cholim haQirjah (בֵּית חוֹלִים הַקִּרְיָה ‚Krankenhaus haQirjahs‘). Zwischen 1941 und 1949 diente das Schulgebäude als Polizeischule der Notrim, während der Schulbetrieb der Kinder noch bis 1944 an einem Ausweichquartier fortgeführt wurde. Das ehemalige Schulgebäude wurde in den 1960er Jahren erweitert. 2002 wurde der Bau abgerissen, nachdem die Klinik 1997 in einen Neubau umgezogen war.

## Deutsche Schule Sarona
Die Deutsche Schule Sarona entstand 1929 durch Zusammenschluss der Schule der Tempelgemeinde Sarona (Gemeinde der pietistischen Tempelgesellschaft) mit der Deutschen Schule Jaffa (auch Realschule), die Immanuelkirchgemeinde und Tempelgemeinde Jaffa gemeinsam trugen, was auf beider Schulkooperation seit 1913 zurückging.:96 Evangelische Schüler besuchten seit 27. Oktober 1913 die 1912 neu erbaute Schule der Templer, seither eine gemischt konfessionelle Einrichtung, in Walhalla, einem Vorort von Jaffa.:140 Der Kirchengemeinde stand zu, für zwei Lehrerstellen Mitglieder ihrer Kirche zu bestimmen.
Die Tempelschule Jaffa war bei Niederlassung der Templer 1869 gegründet worden und mehrfach in Neubauten umgezogen oder vergrößert worden.:101 Nachdem einige Templer 1874 aus der Tempelgesellschaft ausgetreten waren, schloss die Tempelschule Kinder der Apostaten vom Schulbesuch aus. Die meisten der Ausgetretenen schlossen sich 1886 der Evangelischen Kirche der älteren Provinzen Preußens an und gründeten 1889 die evangelische Gemeinde Jaffa.:113seqq. Der neuen Gemeinde gewährte der Jerusalemsverein zu Beginn des Jahres 1890 eine Anschubfinanzierung für die eigene Schule.:88 Mit den Subventionen konnte am 1. Oktober 1890 im Hause von Johann Georg Kappus sen. (1826–1905) die evangelische Schule ihre Pforten öffnen.:128
Sie zog 1900 in ein eigenes Gebäude, das Heilpernsche Haus im Rechov Beer-Hofmann 9, wo zuvor das deutsche Vizekonsulat zu Jaffa seinen Sitz hatte (Amerikanisch-Deutsches Viertel).:132seqq. Die Evangelische Jerusalem-Stiftung übernahm die Trägerschaft,:81 die ab 1921 auf die Immanuelkirchgemeinde überging, so dass sie und die Tempelgemeinde Jaffa Trägerinnen der gemischt-konfessionellen Schule in Walhalla waren. Bereits seit 1892 schoss das Reich regelmäßig Beträge zu Betrieb und Unterhalt der deutschsprachigen Schulen im Heiligen Lande zu.

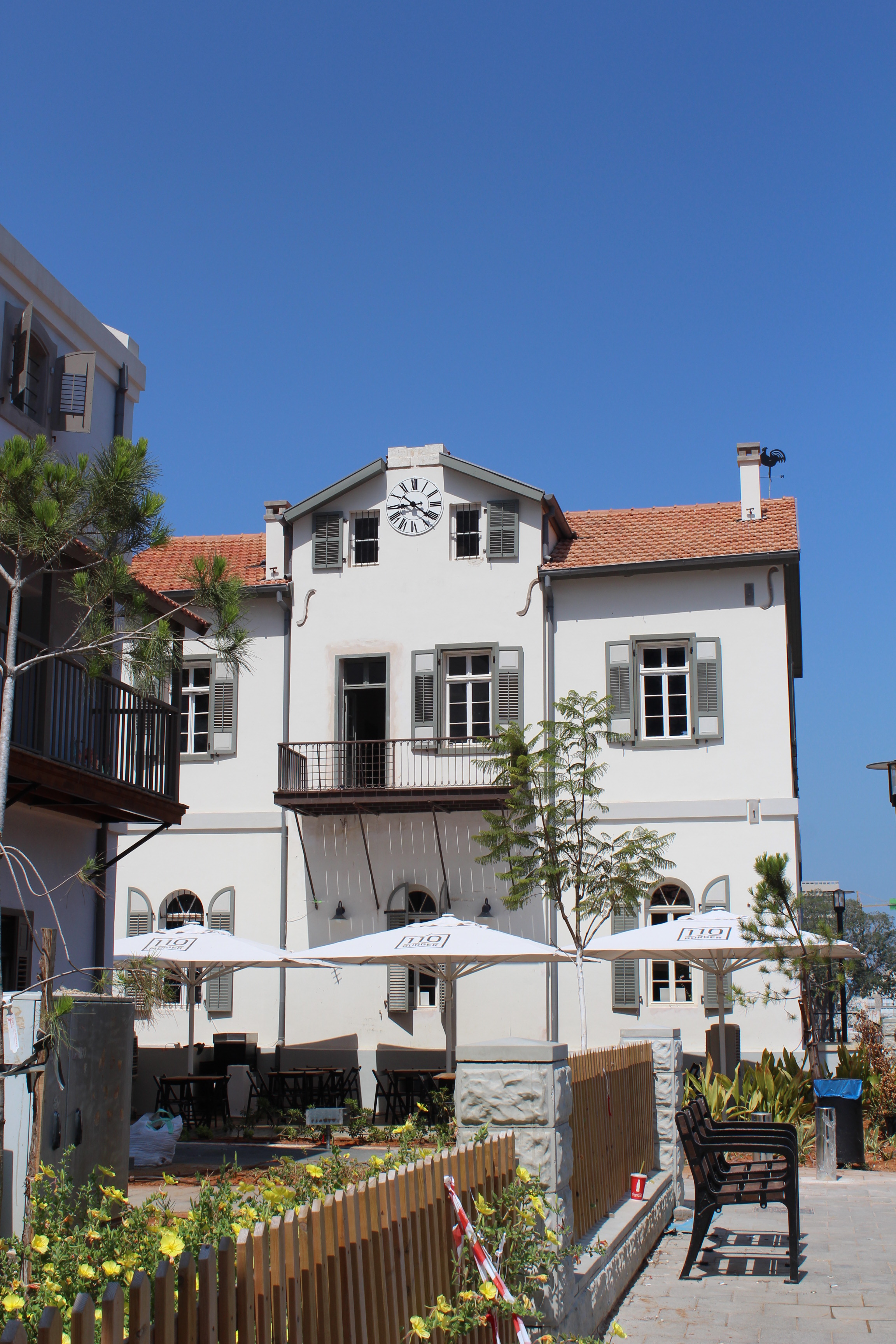
Der Beit Carmi, ehemals Saronas Gemeinde(rat)haus mit Schule, nach Versetzung um einige Meter 2005 nunmehr im Rechov Eliʿeser Kaplan 32, hier Ostfassade 2014

 In Sarona, das 1871 gegründet worden war, bestand seit 1873 ebenfalls eine Schule der Tempelgesellschaft; bis 1911 im alten Gemeindehaus (später auch Post) an der Südwestecke der Straßen Rechov Kaplan und Rechov Rav-Aluph Elʿazar, danach gegenüber an der Südostecke im Gemeindesaal.:105
An der Palästinafront eroberten britische Streitkräfte am 17. November 1917 Jaffa und Sarona, und die meisten Männer deutscher oder anderer Feindstaatsangehörigkeit, wurden in Wilhelma als feindliche Ausländer interniert.:134 und 136 1918 verlegte die britische Besatzungsmacht die Internierten nach Ghazza und bald weiter nach Ägypten.:137 Die Besatzungsverwaltung Occupied Enemy Territory Administration South (OETA South) beschlagnahmte alles Eigentum von natürlichen und juristischen Personen mit Zugehörigkeit zu den feindlichen Mittelmächten und mit der Einrichtung einer regulären britischen Verwaltung später im Jahre 1918 übernahm Edward Keith-Roach (1885–1954) als Public Custodian of Enemy Property die Verwaltung des beschlagnahmten Eigentums und vermietete es, bis die Gebäude 1925 (Inkrafttreten des Vertrags von Lausanne mit der Türkei am 5. August 1925) schließlich an die früheren Eigentümer restituiert wurden.:138
Bei Rückkehr der internierten Einwohner Saronas aus Ägypten ab 1920 wurde der Gemeindesaal noch als britisches Lazarett genutzt, weshalb die Schüler Saronas zunächst in die Deutsche Schule in Walhalla gingen. 1928 bezogen die Schulen in Walhalla und Sarona noch getrennt Reichszuschüsse. Die Schule Sarona wurde 1929 mit der vereinigten Deutschen Schule in Walhalla fusioniert.
Die vereinigte Schule Sarona-Jaffa brauchte mehr Platz und man entschied sich für einen Neubau. Die Schulträger Immanuelkirchgemeinde und vereinigte Tempelgemeinde Jaffa-Sarona beschlossen, den Neubau am nordöstlichen Rande Saronas zu errichten. Die Schulträger finanzierten den Bau, das Reich gewährte einen Zuschuss.:189 Die Schulträger beauftragten den Architekten Theodor 'Theo' Wieland, der sich selbst ein Haus in Sarona erbaut hatte, die Baupläne zu liefern, während das Baugeschäft Josef Wennagel den Bau ausführte.:139
Am 28. Juni 1930 wurde der Grundstein für den Neubau der Schule gelegt. Geladen und zugegen waren Major James Edward Francis Campbell (OBE; District Commissioner des Süddistrikts, einer der Distrikte Mandatspalästinas), der Jerusalemer Generalkonsul Erich Nord (1881–1935), Tempelvorsteher Christian Rohrer (1860–1934), seit März 1930 zugleich Ehrensenator der Universität Tübingen, Reinhardt Lippmann (1868–1940) und Wilhelm Aberle (1885–1973), Saronas Bürgermeister, Älteste der Tempelgemeinde Jaffa-Sarona Johannes Frank und Gotthilf Wagner, ferner Vertreter der deutschen Siedlungen und Viertel in Bethlehem in Galiläa, Bir-Salem, im Tale Rephaʾim bei Jerusalem, Nazareth, Tiberias, Waldheim und Wilhelma. Ansprachen hielten Nord und Wagner (1887–1946), Industrieller der Eisengießerei Gebrüder Wagner (später Fa. Nechuschtan) in Walhalla an der Derech Japho (jetzt Standort des Migdal Neweh Zedeq [מִגְדַּל נְוֶה צֶדֶק]).
Der Grundstein enthielt einen versiegelten Zylinder mit einer länglichen dicken Kupfertafel mit eingraviertem deutschen Text zum Anlass, zehn Architekturskizzen des Baus und einen Satz lokaler Münzen aller Nominale. Diese waren aus der ersten Prägung von Münzen des Palästinapfundes von 1927, bis dahin hatte man ägyptische Münzen genutzt. Die Skizzen zeigten die Baupläne der Schule und ihrer Klassenzimmer mit unterschiedlichen Ansichten, darunter auch das Musikzimmer. Diese Pläne zeigen, dass der Bau dreigeschossig im Stil des Bauhauses aufgeführt wurde.:187 Wielands Bau hatte die Form eines Winkels mit zwei symmetrischen Armen, einen nach Westen und einen nach Süden. Das Foyer mit Eingang von Norden (Rechov Puʿah) lag fast im Winkel der Arme, mit einem nur kurzen Korridor nach Osten und einem kleinen vertikalen Winkel nach Norden. Vor dem Eingang führten Stufen hinab.

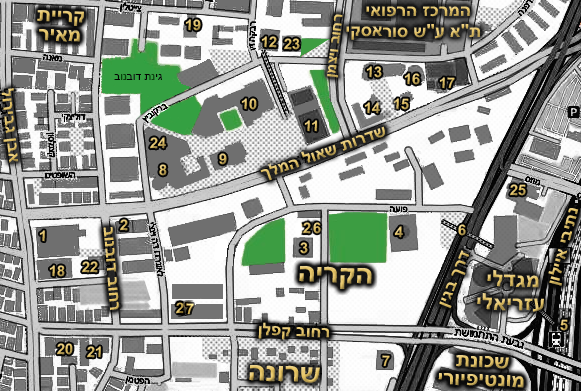
Plan haQirjahs von 2013: Nr. 4 Migdal MaTKa"L an Stelle der Deutschen Schule, nördlich anliegend Rechov Puʿah (פּוּעָה), das Sourasky-Medizinzentrum im Block oberhalb der Nummern 13, 16 und 17

Im September 1931 bezog die Schule den Neubau:106 an der damaligen Jägerstraße (nach 1947 Rechov ʿEjn Dor, wo der Bau die Nummer 15 erhielt) und lag an der Ecke zum Rechov Puʿah. Dieser zweigt westlich von der Derech Begin ab. Während der Rechov ʿEjn Dor zu Beginn des 21. Jahrhunderts im Zuge der baulichen Verdichtung des nordöstlichen Gebiets von haQirjah (ehemals Sarona) aufgehoben und überbaut wurde, besteht der Rechov Puʿah fort und ist öffentliches Straßenland bis etwa zu der Stelle, wo einst die Jägerstraße nach Süden abzweigte. Die Schüler der Deutschen Schule Sarona lernten in Koedukation in den Klassenstufen eins bis acht, wer in die gymnasiale Oberstufe wechseln wollte, musste das katholische Collège des Frères de Jaffa oder das templerische Lyzeum Tempelstift in Jerusalem besuchen.
Das Schulgebäude etwas außerhalb am Rande Saronas bot auch Räume für gemeinschaftliche Nutzungen. So trafen sich hier junge Leute zu ihren lautstarken Tanzvergnügen, außer Hörweite der Alten, die aus pietistischer Abwehr solche Veranstaltungen ablehnten. Seit in den Jahren 1914 bis 1917 deutsche Soldaten der Palästinafront in Sarona stationiert gewesen waren, hatte sich der Tanz Bahn gebrochen, jedoch blieben den Tänzern geeignete Räume bis 1931 meist versperrt, weil ihnen die Säle der Tempelgemeinde kaum je geöffnet wurden.
Ab 1933 begann das NS-Regime in Berlin und ihre Anhänger in Palästina im Ausland das Deutschsein als gleichbedeutend mit Nationalsozialismus darzustellen, andere Vorstellungen deutscher Kultur wurden verdrängt.:34 Lehrer, die als Expats auf Zeit in Palästina waren, waren vollzählig dem NSLB beigetreten, auch auf ein gutes Fortkommen nach Rückkehr ins Reich hoffend.:57
1935 waren 62 Kinder aus Sarona und Jaffa in nationalsozialistischen Kinder- und Jugendorganisationen eingebunden, 1938 waren es bereits 80 Kinder, bei einer Einwohnerschaft von 500 Palästinadeutschen in Jaffa und Sarona.:56 Die Templer der jüngeren Generation wurden in der Zeit des Nationalsozialismus öfter zu NSDAP-Mitgliedern als andere Palästinadeutsche.:47
Dies auch deshalb, weil Schrecken und Unrecht der NS-Herrschaft eher mittelbar auf Auslandsdeutsche einwirkte, während die NS-Propaganda international verbreitet wurde und Templern vertrauliche Gegenaufklärung fehlte, wie sie jüngst ins Lande gekommene evangelische, jüdische und katholische Deutsche in ihren Kreisen lieferten, wenn sie von einschlägigen leidvollen Erfahrungen berichteten. Jüdische Deutsche hofften auf eine neue Heimat, die sie niemals mehr in Wehr- und Rechtlosigkeit stürzen würde, Pastoren der Bekennenden Kirche (Christian Berg [1908–1990], Fritz Maass [1910–2005], Felix Moderow [1911–1983]) wie auch manche katholische Geistliche als Expats im Heiligen Land atmeten auf, weil sie direkten NS-Nachstellungen für die Zeit des Aufenthalts entronnen waren.
Da die Mitglieder der evangelischen Immanuelkirchgemeinde unter den Deutschen in Jaffa, Sarona und Tel Aviv zahlenmäßig in der Minderheit waren, wie ja auch als Träger der Deutschen Schule Sarona der Minderheitspartner, war das evangelische Element gegenüber dem templerischen schon längst ins Hintertreffen geraten. Anders als in Haifa und Jerusalem, wo die evangelischen Gemeinden die Gleichschaltung ihrer Schulen teils bis 1938 hinauszögern konnten,:89 war in Sarona der religiöse Einfluss schnell durch nationalsozialistische Weltanschauung verdrängt. Nach erfolgter Gleichschaltung verlor das Reich das Interesse und baute seine Zuschüsse ab 1935 schrittweise ab, um Devisen für Hamsterkäufe kriegsnotwendiger Rohstoffe freizubekommen. Jedenfalls bedeutete die Gleichschaltung der Schulen den Ausschluss arabischer Schüler gleich welcher Konfession und judenchristlicher Schüler, ganz zu schweigen von jüdischen Schülern deutscher Abkunft.
Nach dem deutschen Überfall auf Polen am 1. September 1939 erklärte Großbritannien Deutschland am Morgen des 3. September den Krieg und begann die Internierung feindlicher Ausländer, unter anderem in Sarona, das noch im Laufe desselben Tages mit Stacheldraht umzäunt und unter Bewachung durch jüdische Polizisten unter britischem Kommando gestellt wurde, denn Sarona gehörte zum Bezirk des Polizeireviers in Ramat Gan.:142
Am 31. Juli 1941 verließen 198 von der britischen Verwaltung ausgewählte wehr- oder arbeitsfähige und gesunde in Sarona Internierte, ursprüngliche Einwohner und von andernorts stammende Staatsangehörige der feindlichen Achsenmächte, teils mit Kindern und jeweils 40 kg Gepäck Sarona, um in Internierungslager in Australien verlegt zu werden.:207seqq. Die Häuser der Abgereisten, etwa ein Fünftel der in Sarona Internierten (ab November 1940 offiziell Perimeter Camp IV, Sarona) wurden geräumt, die bewegliche Habe in der Weinkellerei eingelagert, und die dann leeren Bauten von britischem Militär und Zivilverwaltung übernommen. Darunter auch das Haus Wilhelm Aberles, worin der District Commissioner Campbell Quartier bezog.
Das am Rande Saronas gelegene neue Schulgebäude teilten die britische Mandatsverwaltung den 1936 gegründeten Notrim zu. Während die verbliebenen Schüler im Hause Jakob Weiss’ an der Nordwestecke von Rechov Kaplan und Rechov Rav-Aluph Elʿazar unterrichtet wurden. Da unter den in Sarona Internierten keine ausgebildeten Lehrer mehr waren, übernahmen u. a. der Jerusalemer Propst Johannes Döring (1900–1969) und seine Gattin, die Literaturwissenschaftlerin Erna Döring-Hirsch (1896–1980), das Unterrichten.

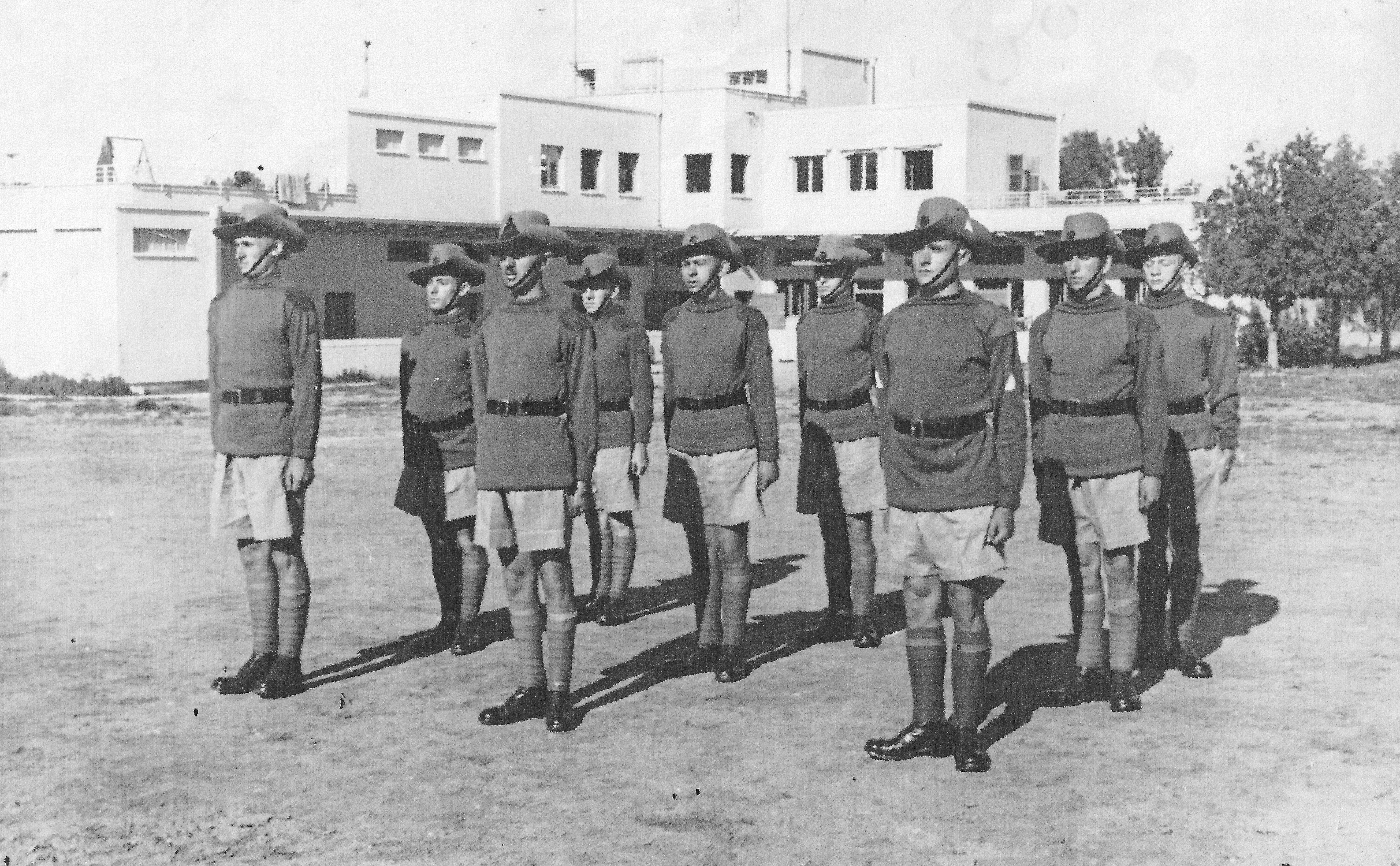
Notrim vor der Schule Sarona, Anfang der 1940er Jahre

Nach weiteren Verlegungen nach Australien und Austauschaktionen von Internierten in Palästina gegen Internierte aus Deutschland verlegten die britischen Militärs im Oktober und November 1944 fast alle verbliebenen in Sarona Internierten nach Wilhelma,:217 womit der Schulbetrieb in Sarona eingestellt war. Die wenigen verbliebenen Saroner, die die Produktion von Agrargütern fürs britische Militär aufrechterhielten, wurden in sechs Häusern zusammengelegt, die übrigen Häuser geräumt und von der britischen Verwaltung diversen Nutzungen zugeführt.
Im Nachgang des Arabischen Aufstandes gab es im August 1943 ein Bombenattentat auf die Notrim im ehemaligen Schulgebäude, bei dem zum Glück niemand verletzt wurde.:215 Mit der Gründung Israels wurden die Notrim zur Militärpolizei ZaHa"Ls und übernahmen Gebäude der britischen Militärpolizei. Das Schulgebäude wurde als Lagerhaus genutzt.
Nachdem Sarona 1948 Bestandteil des Staates Israel geworden war, übernahm dessen Regierung durch die britische Mandatsverwaltung beschlagnahmtes Feindvermögen. 1950 dann enteignete die israelische Regierung alles beschlagnahmte deutsche Vermögen entschädigungslos im Vorgriff auf eine Regelung israelischer Forderungen an Deutschland. Die Bundesregierung und Israel vereinbarten dann 1952 am Rande des deutsch-israelischen Luxemburger Abkommens ein Verfahren zur Anerkennung und Abgeltung der gegenseitigen Forderungen, wobei sich die konkrete Einigung bis 1962 hinzog.

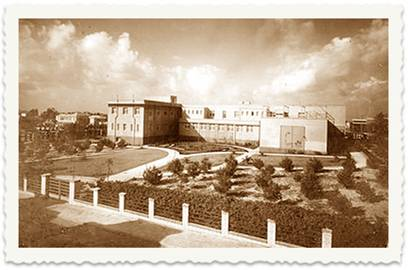
Nathan- und Lina-Straus-Haus der Gesundheit der Hadassah im Rechov Balfour, 1928/1929 von Benjamin Chaikin, späte 1920er Jahre

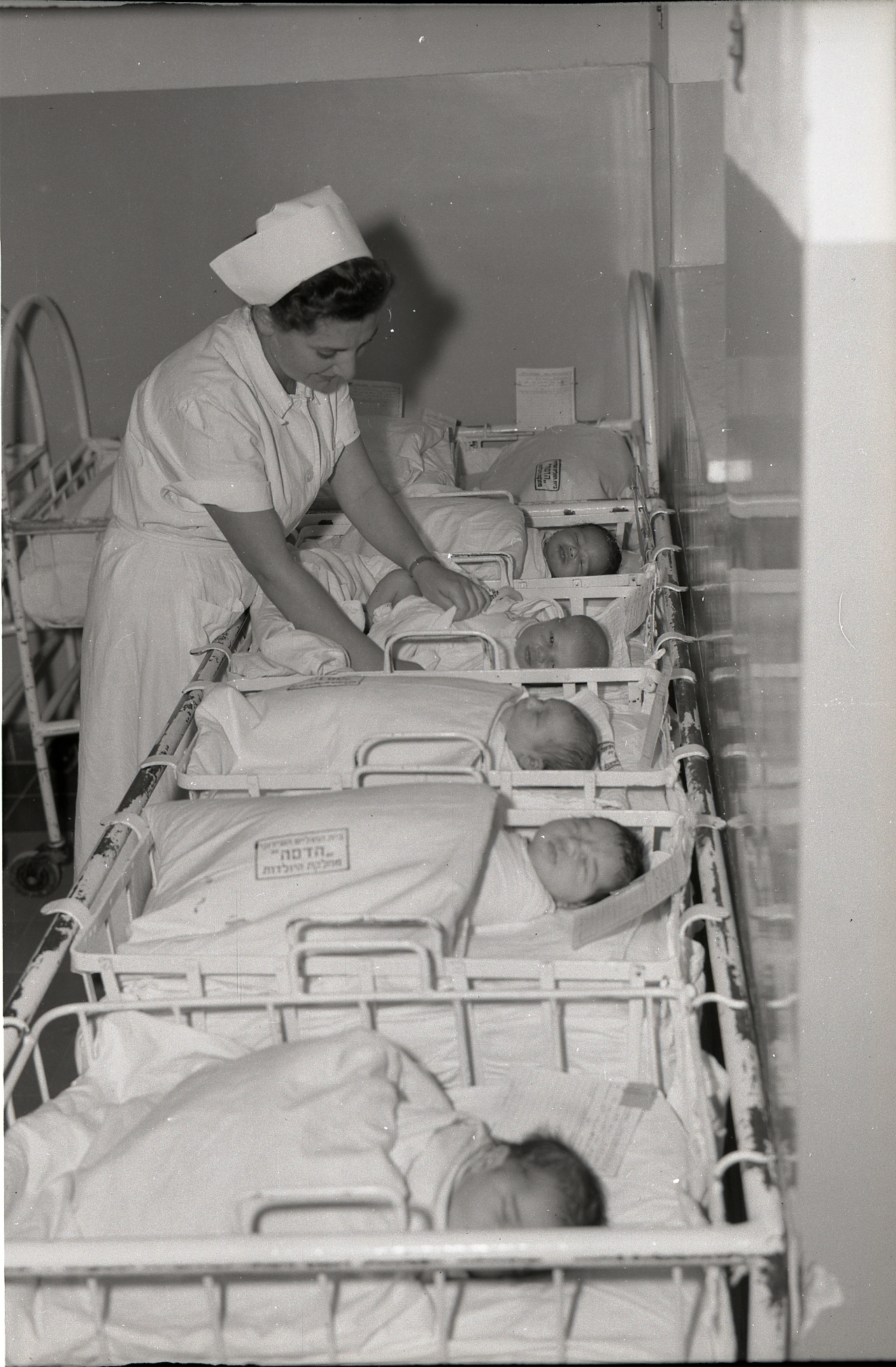
In der Säuglingsstation am Jom haʿAtzmaʾut, 30. April 1952 von Benno Rothenberg

## Geschichte der Klinik
Das räumlich an seine Grenzen gelangte Hadassah-Krankenhaus am Tel Aviver Rechov Balfour 8 (dieser Standort 1929–1992) verlegte 1949 seine Abteilung C für Innere Medizin in das ehemalige Schulgebäude. Zwei Jahre später, am 22. Juni 1951, machte die Abteilung für Innere Medizin der Entbindungsstation des Hadassah-Krankenhauses Platz, die 46 Jahre lang den Bau belegte. Zuvor war die Entbindungsstation in einem alten Gebäude des Hadassah-Krankenhauses. In den 1940er Jahren stieg die Zahl der Geburten in Tel Aviv stark an, so dass das Hadassah zu eng wurde, um die vielen Gebärenden, Wöchnerinnen und Säuglinge aufzunehmen.
Die Nutzung des ehemaligen Schulgebäudes war als Übergangslösung gedacht, bis ein neues Krankenhaus am Rechov Weizmann ausreichend Platz für alle Abteilungen böte. Doch der Übergang dauerte viele Jahre, in den 1960er Jahren wurde das ehemalige Schulgebäude um Räume für die Röntgenabteilung, die Blutbank und Labors erweitert. Die Klinik umfasste auch eine Säuglings- und Frühchenstation, Operationssäle, sowie eine Verwaltungsabteilung.
Am einstigen nördlichen Haupteingang der ehemaligen Schule schloss die zweistöckige Erweiterung mit Säuglingsstation und Direktorenbüro an, sowie Büros der Verwaltung im Obergeschoss. Ein anderer Eingang nach Osten wurde neuer Haupteingang, wodurch der räumliche Zusammenhang zwischen Grundstein, der an seinem ursprünglichen Platz blieb, und Eingangsbereich so nicht mehr gegeben war. Nördlich des Nordflügels trennte eine Betonwand das Klinikgelände vom Rechov Puʿah, der hier schon Teil des gesperrten Militärkomplexes des Generalstabs (seit 1996 Machaneh Rabin genannt) war bzw. immer noch ist.
Direktor der Abteilungen Geburtshilfe und Gynäkologie war von 1951 bis 1958 der jüdische böhmischstämmige Joseph Gustav Aschermann (יוסף גוסטב אשרמן; 1889–1968), der das Asherman-Syndrom entdeckte und beschrieb. Er betrieb zudem eine renommierte private Frauenklinik im Beit Liebling, wo er auch wohnte. Nach seinem Tod wurde die Klinik, eigentlich die gynäkologische Abteilung des Hadassah-Krankenhauses, nach Aschermann benannt. Nach Ausscheiden Aschermanns 1958 wurde die Geburtsklinik in zwei Abteilungen aufgegliedert, die von 1958 bis 1981 von Schlomoh Jonah Renzo Toaff (שלמה יונה רנצו טואף; 1913–1997) und von 1958 bis zu seinem Tode von Nadav Soferman (נדב סופרמן; 1911–1972) sowie danach ab 1981 bis 1996 von Reʾuven Peiser (ראובן פייזר) und von 1972 bis zur Schließung von Menachem David (מנחם דוד; geb. 1934) geleitet wurden. Nachfolger Peisers wurde Jossi Lessing (יוסי לסינג) als Direktor der Entbindungsstation, und er initiierte zusammen mit David die Verlegung der Klinik 1997 in die neue Lis-Klinik für Frauen und Mutterschaft im Sourasky-Zentrum am Rechov Weizmann 6.

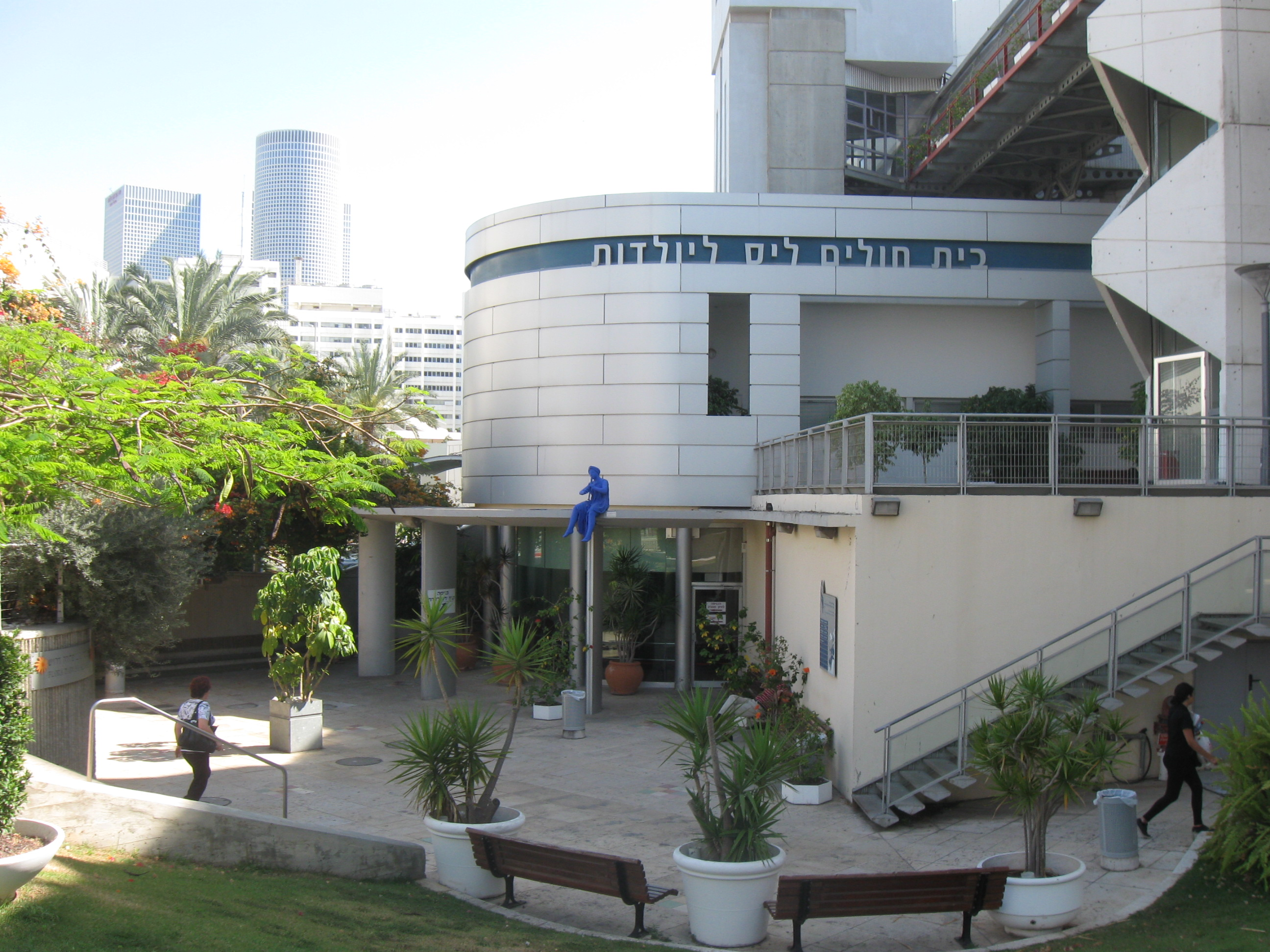
Eingang der neuen Lis-Klinik, 2010

Die Joseph-Serlin-Klinik wurde das wichtigste Geburtshilfezentrum im ganzen Gusch Dan.:136 Die Zahl der Niederkünfte war sehr hoch, 325'000 Geburten in den 46 Jahren der Existenz der Klinik. Die Zimmer waren mit bis zu zehn Frauen belegt, womit die Bedingungen schlechter als in anderen Einrichtungen der Geburtshilfe waren, wie im Krankenhaus Zahalon in Jaffa, wo Aschermanns Wohnungsnachbar der Kinderarzt Ludwig Ferdinand Meyer praktizierte, oder in den Privatkliniken Assuta, Scheba und Beilinson, aber die Qualität in der Joseph-Serlin-Klinik war ausgezeichnet und der professionelle Ruf bestens. Nach dem Tod des ehemaligen Gesundheitsministers Joseph Serlin (1906–1974) wurde die Klinik nach ihm benannt.
Bei der Renovierung der Klinik in den 1980er Jahren ließ Peiser einen großen Schrank im Flur zum Direktorenbüro entfernen. Dahinter tauchte auf 1,70 Meter Höhe eine leicht vorstehende Tafel aus rosa-weißem Hebron-Marmor von 35 cm Breite mal 50 cm Höhe auf. Die Tafel wurde immer wieder beschmiert, gereinigt und wieder beschmiert, so dass Peiser sie schließlich entfernen ließ. Doch tatsächlich war es keine Tafel, sondern ein Marmorblock mit 40 cm Tiefe, den auszubauen zwei Tage brauchte.
In einer ausgebohrten Röhre im Inneren des Blocks entdeckten die Arbeiter einen versiegelten grauen Metallzylinder, weshalb sie Peiser herbeiriefen. Peiser, selbst Jecke und 1931 im Hadassah-Krankenhaus Tel Aviv geborener Deutscher, erkannte, dass es sich um den Grundstein handelte. Beim Öffnen des Zylinders fand man darin in paraffiniertem Papier gewickelte Münzen aus der ersten palästinensischen Prägung von 1927, zehn Bauzeichnungen des Architekten Wieland sowie eine längliche Kupfertafel mit eingraviertem deutschen Text, den der deutschsprachige Peiser leicht entzifferte.
Peiser stellte fest, dass Wieland die Schule als dreistöckiges Gebäude nach einzigartigem polygonalem Grundriss entworfen hatte und dass der Grundstein in der Nähe des einstigen Eingangs lag. Im Laufe der Jahre war vorn am alten Eingang angebaut worden. Ohne Peisers Akkuratesse und Korrektheit wäre diese wichtige Entdeckung der Geschichte Saronas nicht erhalten geblieben. Die Arbeiter befürchteten, der geschichtsinteressierte Peiser, der den Fund in seinem Büro verwahrte, könne ihn einbehalten, weshalb sie die Klinikverwaltung informierten, die in Person der Verwaltungsdirektorin Rachel Avni den Fund nach zwei Tagen an sich nahm.
Peiser versuchte jemanden zu finden, der den Fund öffentlich bekannt machen würde, weshalb er jedem davon erzählte, den er traf. Doch niemand interessierte sich, weder Stadthistoriker, die er ansprach, noch David, geschweige denn Dan Michaeli (דן מיכאלי; 1933–2006), damals Direktor des Ichilow-Krankenhauses (eines der Häuser des 1980 nach dem mexikanischen Philanthropen Elías Sourasky Slomiansky [1899–1986] benannten Sourasky-Medizinzentrums), der nicht einmal einen Blick auf den Fund werfen mochte. Tel Avivs Chefstadtplaner Israel Goodovitch (ישראל מאיר גוּדוֹביץ', Nachname auch Гудович/Gudowitsch) erfuhr nach seiner Pensionierung im März 2000 davon, und forderte die Lis-Klinik zur Herausgabe des Fundes auf, doch vergebens.
Die Klinikleitung hatte den Inhalt in einem einfachen Rahmen im Konferenzraum ausgehängt, darin die Münzen, die Kupferplatte und zwei Bauzeichnungen. Die anderen acht Bauzeichnungen, der ursprünglich zehn im Grundstein, sind heute unauffindbar. Mit Aufgabe der Joseph-Serlin-Klinik und Verlegung des Entbindungsbetriebes im Juli 1997 in den Neubau der Lis-Klinik am Standort des Sourasky-Medizinzentrums nahm Lessing, Direktor der alten wie der neuen Entbindungsklinik, den Rahmen mit den Stücken aus dem Grundstein mit in sein neues Büro.
Im Jahre 2002 rückten Bulldozer an, das ehemalige Klinik- und Schulgebäude abzureißen. An seiner Stelle erhebt sich der Migdal MaTKa"L (מגדל המטכ"ל ‚Turm des Generalstabs ZaHa"Ls‘). Dessen Bau dauerte etwa drei Jahre von 2004 bis 2006 und kostete mehr als eine halbe Milliarde Neue Israelische Scheqel. Dabei wurde der Rechov ʿEjn Dor aufgehoben und überbaut. Als der Turm bezogen wurde, wurden einige der Kasernen in haQirjah, auch im südlichen jetzt wieder Sarona genannten Teil, freigezogen und dann abgerissen. Im 14. Stock des Migdal MaTKa"L haben Verteidigungsminister und Generalstab ihren Sitz. Der Zweite Libanonkrieg im Sommer 2006 war der erste militärische Konflikt, bei dem der ZaHa"L als Streitkraft vom neuen Migdal MaTKa"L aus operierte.

## Bibliographie
- Nir Mann (ניר מן), "המגילה הגנוזה" ‚(Die versteckte Schriftrolle)‘, in: זמן תל-אביב, מעריב, 15. Mai 2009, S. 34.
- Nir Mann, "שרונה בשנות המאבק, 1948–1939: קצה של המושבה הטמפלרית, מבצעי המחתרות נגד המחנה הבריטי, מחנה יהושע של ארגון ההגנה" ‚(Sarona in den Jahren des Kampfes, 1939–1948: Das Ende der Templerkolonie, Untergrundoperationen gegen die britische Basis in Sarona, das Jehoschuʿa-Camp der Haganah)‘, Jerusalem: יד יצחק בן-צבי, 5769jüd. / 2009greg.
- Alfred Schwab, „Geschichte des deutschen Schulwesens in Jaffa“, in: Die Deutsche Schule im Auslande, Jg. 22 (1930), S. 260–279.